# Биркенвалд
Биркенвалд (фр. Birkenwald) насеље је и општина у источној Француској у региону Алзас, у департману Доња Рајна која припада префектури Саверн.
По подацима из 2011. године у општини је живело 287 становника, а густина насељености је износила 56,05 становника/km². Општина се простире на површини од 5,12 km². Налази се на средњој надморској висини од 295 метара (максималној 432 m, а минималној 258 m).

## Демографија
| 1962. | 1968. | 1975. | 1982. | 1990. | 1999. | 2011. |
| ----- | ----- | ----- | ----- | ----- | ----- | ----- |
| 225   | 232   | 217   | 208   | 228   | 253   | 287   |

График промене броја становника у току последњих година